# Final Fantasy VII: Advent Children
Final Fantasy VII: Advent Children is een sciencefiction/animatiefilm gemaakt door Square Enix dat zich afspeelt 2 jaar na Final Fantasy VII, een succesvol PlayStation spel. De film volgt Cloud Strife, die het mysterie van een nieuwe ziekte, die onder de bevolking heerst, probeert te ontrafelen. Er komen naast de personages die in het spel zaten ook nieuwe personages voor. Voorbeelden van deze nieuwe personages zijn Kadaj, Yazoo en Loz of Denzel, een vriend van Marlene.
De film is uitgebracht op dvd en UMD in Japan op 14 september 2005, in Europa op 24 april 2006 door Sony Pictures en een dag later in Amerika. De film werd aanvankelijk niet in de bioscoop vertoond (in tegenstelling tot Final Fantasy: The Spirits Within), maar werd wel later uitgebracht in cinemazalen.
De film maakt deel uit van de Compilation of Final Fantasy VII reeks, waar ook Dirge of Cerberus, Before Crisis en Crisis Core onder vallen.
Op de Tokyo Game Show 2006 kondigde Square Enix Final Fantasy VII: Advent Children Complete aan, een director's cut met nieuwe scènes toegevoegd en high-definition video en audio. In 2009 werd de director's cut-editie uitgebracht op blu-raydisk. 

## Rolverdeling
| Personage             | Japans                         | Japanse stemacteur | Engelse stemacteur     |
| --------------------- | ------------------------------ | ------------------ | ---------------------- |
| Denzel                | (デンゼル)                     | Kyōsuke Ikeda      | Benjamin Bryan         |
| Elena                 | (イリーナ)                     | Megumi Toyoguchi   | Bettina Bush           |
| Aerith Gainsborough   | (エアリス・ゲインズブール)     | Maaya Sakamoto     | Mena Suvari            |
| Girl (met moogle pop) | (少女)                         | Rina Mogami        | Andrea Bowen           |
| Cid Highwind          | (シド・ハイウィンド)           | Kazuhiro Yamaji    | Chris Edgerly          |
| Kadaj                 | (カダージュ)                   | Shōtarō Morikubo   | Steve Staley           |
| Yuffie Kisaragi       | (ユフィ・キサラギ)             | Yumi Kakazu        | Christy Carlson Romano |
| Tifa Lockhart         | (ティファ・ロックハート)       | Ayumi Ito          | Rachael Leigh Cook     |
| Loz                   | (ロッズ)                       | Kenji Nomura       | Fred Tatasciore        |
| Red XIII (Nanaki)     | (レッド・XIII)                 | Masachika Ichimura | Liam O'Brien           |
| Reno                  | (レノ)                         | Keiji Fujiwara     | Quinton Flynn          |
| Rude                  | (ルード)                       | Taiten Kusunoki    | Crispin Freeman        |
| Sephiroth             | (セフィロス)                   | Toshiyuki Morikawa | George Newbern         |
| Rufus Shinra          | (ルーファウス神羅)             | Tōru Ōkawa         | Wally Wingert          |
| Cait Sith             | (ケット・シー)                 | Hideo Ishikawa     | Greg Ellis             |
| Cloud Strife          | (クラウド・ストライフ)         | Takahiro Sakurai   | Steve Burton           |
| Reeve Tuesti          | (リーブ・トゥエスティ)         | Banjō Ginga        | Jamieson Price         |
| Tseng                 | (ツォン)                       | Junichi Suwabe     | Ryun Yu                |
| Vincent Valentine     | (ヴィンセント・ヴァレンタイン) | Shōgo Suzuki       | Steven Blum            |
| Barret Wallace        | (バレット・ウォーレス)         | Masahiro Kobayashi | Beau Billingslea       |
| Marlene Wallace       | (マリン・ウォーレス)           | Miyu Tsuzurahara   | Grace Rolek            |
| Yazoo                 | (ヤズー)                       | Yūji Kishi         | Dave Wittenberg        |
| Zack                  | (ザックス)                     | Kenichi Suzumura   | Rick Gomez             |